# Amaury Epaminondas
Amaury Epaminondas Junqueira (ur. 25 grudnia 1935 w Barretos, zm. 31 marca 2016 w Toluce) – brazylijski piłkarz występujący na pozycji napastnika.
W Brazylii znany był głównie pod przydomkiem Amaury Marreco, podczas gdy w Meksyku jako Amaury Epaminondas.